# Grupos Dinamizadores de Unidade Popular

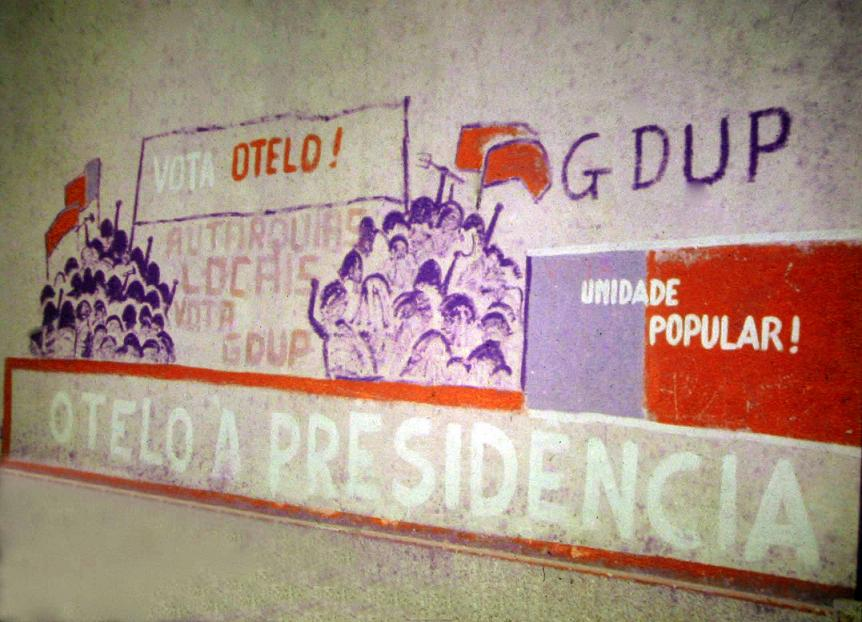

Os Grupos Dinamizadores de Unidade Popular (GDUP's) foram um partido português, criado em 1976, mas que se extinguiu ainda antes do final de 1977, e oficialmente dissolvido em 1997. Patrocinado e liderado, ainda que não oficialmente, por Otelo Saraiva de Carvalho tinha um carácter frentista, visava a criação de uma frente popular aberta a todos os antifascistas revolucionários, na luta pelo socialismo opondo-se a qualquer tentativa de conspiração fascista que o PSD e o CDS poderiam querer impor.
Publicou o boletim "A Luta Continua" Durante a sua existência concorreu somente às eleições autárquicas de 1976 onde não logrou obter mais de 2,5% dos votos. A sua desagregação resultou na posterior criação da Organização Unitária dos Trabalhadores (OUT), embrião do Projecto Global que incluía as Forças Populares 25 de Abril e a Força de Unidade Popular.

## História

### Origem
Os Grupos Dinamizadores de Unidade Popular surgem inicialmente como frente eleitoral de apoio à candidatura presidencial de Otelo Saraiva de Carvalho  às eleições presidenciais de 27 de Junho de 1976, reunindo o Partido Revolucionário do Proletariado (PRP), o Movimento de Esquerda Socialista (MES), a União Democrática Popular (UDP) e o Partido Comunista Português (Reconstruído) [PCP (R), a Liga Comunista Internacionalista (LCI) e a Frente Socialista Popular (FSP). Nesta, Otelo obteve um resultado histórico, com 792 760 votos (16,2%). Segundo o próprio, a ideia dos GDUP teria nascido em casa de Ferro Rodrigues, na Lapa.

### Constituição da organização política
No seguimento do sucesso eleitoral das presidenciais, já no final de 1976, o GDUP constitui-se oficialmente como partido, realizando na Amadora o seu primeiro congresso, a 21 de Novembro de 1976, onde elegem os orgãos nacionais e aprovaram os estatutos. A Comissão Nacional do Movimento de Unidade Popular (MUP) é então criada durante o congresso. Era constituída por 50 membros e foi presidida por Luís Moita, antigo pároco em Marvila. A vaga deixada na presidência da Comissão Nacional, ficou por preencher, uma vez que Otelo Saraiva de Carvalho, foi impedido de participar, pela sua condição de militar.  Entre os nomes principais, eleitos para a Comissão Nacional estão além do já citado Luís Moita, Mário Brochado Coelho, Catalina Pestana, Jorge Almeida Fernandes, Luís Salgado de Matos e Francisco Cordovil e Maria da Conceição Moita. Segundo Gobern Lopes, neste congresso, dos GDUP's, é apresentado o corpo do projeto das quatro componentes do Projecto Global (FP-25 de Abril), o PRP defende esta tese, os militares aderem, o Otelo adere, e depois desta reunião começa a ser implementado.
O congresso ficou ainda marcado pelo abandono dos militantes do PRP, ainda antes da eleição da Comissão Nacional. Ao abandonar o MUP e sobretudo da forma como o fez, o PRP contribuiu fortemente para a sentença de morte dessa organização, deixando-o entregue a uma precária coligação entre dois pequenos partidos, a UDP e o MES.

### Eleições autárquicas
Os GDUP concorreram imediatamente depois às eleições autárquicas, de 12 de dezembro de 1976, obtendo um resultado muito abaixo das expectativas com cerca de 100 mil votos (2,51%).  Para isso candidatos em 10 dos 14 concelhos do distrito de Lisboa, com foco na cintura industrial. Os nomes mais conhecidos foram, Nuno Teotónio Pereira para a Presidência da Câmara Municipal de Lisboa e o antigo pároco em Marvila e principal dirigente do GDUP, Luís Moita, para a Presidência da Assembleia Municipal. Em Oeiras concorreram para os mesmo cargos, respetivamente o jornalista Amadeu Lopes Sabino e o operário Luís Soares. Em Setúbal concorreram Acácio Barreiros e o cantor Zeca Afonso, que foram eleitos. No Porto concorreu Mário Brochado Coelho.

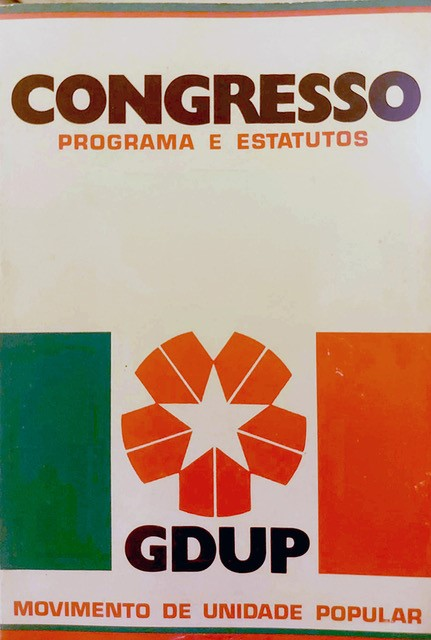
Programa, Estatutos e discursos no Congresso de novembro de 1976

Em 1977, após o resultados menos animadores das autárquicas, o partido cessou a sua atividade. Os GDUP foram oficialmente dissolvidos a pedido de Luís Moita por cessação de atividade pelo Tribunal Constitucional através do Acórdão 669/97, datado em 12 de Novembro de 1997, já que a sua atividade politica, enquanto organização tinha cessado em 1977, poucos meses depois da sua criação.

## Estrutura e organização
As estruturas do MUP aprovadas eram, o Congresso, a Comissão Nacional e o seu Secretariado, o Presidente, o Plenário Distrital e a Comissão Distrital, o Plenário Concelhio e a Comissão Concelhia, o Plenário de Freguesia e a Comissão de Freguesia, os Grupos Dinamizadores de Unidade Popular. 
O Congresso era o orgão máximo, composto pelos membros da Comissão Nacional, as Comissões Concelhias e Distritais e os delegados dos GDUP em proporção a fixar pela Comissão Preparatória do Congresso de forma a que as comissões não ultrapassem um terço dos delegados.
Para a Presidência do MUP, o único camarada que o Congresso que poderiam aclamar como Presidente seria Otelo Saraiva de Carvalho. Segundo o texto da moção aprovada refletia isso mesmo:
"Considerando que este está, neste momento, impedido de exercer actividade politica e, mesmo, proibido de contactar com o povo trabalhador que nele confia. Propomos:
1. Que fique em aberto o lugar de Presidente do Movimento de Unidade Popular.
2. Que o Congresso, ao aprovar este decisão, manifeste a sua confiança no camarada Otelo e lhe confirme a determinação dos GDUP´s em lutarem firmemente pela sua libertação completa."

### Cronologia[1]
- 28 de setembro de 1974 - manifestação comício de 28 de setembro de 1974[17]
- 27 de junho de 1976 - constituição da frente de apoio à candidatura presidencial de Otelo Saraiva de Carvalho[18]
- 5 de julho de 1976 - reunião dos GDUP's no Instituto Superior Técnico[19]
- 13 de agosto de 1976 - "A Luta Continua", nº.1[20]
- 11 de setembro de 1976 - comunicado da Comissão Nacional Provisória de Unidade Popular[21]
- 25 de outubro de 1976 - inscrição do Supremo Tribunal de Justiça[3]
- 21 de novembro de 1976 - congresso dos GDUP's na Amadora[8]
- 12 de dezembro de 1976 - concorreu às eleições autárquicas[22]
- 1977 - cessou as suas actividades[15]
- 12 de novembro de 1997 - oficialização da dissolução legal do partido[15]

## Resultados eleitorais

### Eleições autárquicas

#### Câmaras e Vereadores Municipais
| Data | Cl. | Votos   | %             | Presidentes CM | Vereadores |
| ---- | --- | ------- | ------------- | -------------- | ---------- |
| 1976 | 5.º | 104 629 | 2,51 / 100,00 | 0 / 304        | 5 / 1 908  |

#### Assembleias Municipais
| Data | Cl. | Votos   | %             | Deputados  |
| ---- | --- | ------- | ------------- | ---------- |
| 1976 | 5.º | 100 872 | 2,54 / 100,00 | 43 / 5 135 |

#### Assembleias de Freguesia
| Data | Cl. | Votos  | %             | Deputados   |
| ---- | --- | ------ | ------------- | ----------- |
| 1976 | 6.º | 93 967 | 2,29 / 100,00 | 99 / 26 135 |

| Municípios | 1976   | 1976 |
| ---------- | ------ | ---- |
| Almada     | 1 / 11 | 3.º  |
| Machico    | 3 / 7  | 2.º  |
| Setúbal    | 1 / 9  | 3.º  |

Fonte: Comissão Nacional de Eleições Arquivado em 8 de abril de  2005, no Wayback Machine.